# Comté de Cannon
Le comté de Cannon est un comté de l'État du Tennessee, aux États-Unis, fondé en 1836. Son siège est Woodbury.